# Existential Dance Music
Existential Dance Music è il terzo album in studio del disc jockey olandese San Holo, pubblicato nel 2023.

## Tracce
1. IDK Who I Am – 1:14
2. Don't Look Down (featuring Lizzy Land) – 3:16
3. Tiny Flowers – 4:04
4. Silence in My Mind (featuring Sofie Winterson) – 2:53
5. Bring Back the Color (featuring Aurora) – 2:48
6. IMYSM – 3:25
7. Always Us (featuring Lizzy Land) – 3:33
8. Dive In Deeper – 1:19
9. I'm Sorry (featuring Sofie Winterson) – 4:05
10. No Place is Too Far (featuring Whethan & Selah Sol) – 3:00
11. Energy (featuring What So Not) – 3:52
12. Light Only (featuring Bipolar Sunshine) – 4:01
13. Shine (featuring Lizzy Land) – 4:06
14. All the Highs – 3:26
15. A Moment of Truth – 5:27